# Řisuty
Řisuty jsou obec v okrese Kladno západně od Slaného na toku Červeného potoka v nadmořské výšce asi 310 m n. m. Rozkládají se asi jedenáct kilometrů severozápadně od Kladna a šest kilometrů západně od města Slaný. Žije zde 412 obyvatel.

## Historie
Nejstarší zmínka o obci pochází z roku 1316.

### Územněsprávní začlenění
Dějiny územněsprávního začleňování zahrnují období od roku 1850 do současnosti. V chronologickém přehledu je uvedena územně administrativní příslušnost obce v roce, kdy ke změně došlo:
- 1850 země česká, kraj Praha, politický i soudní okres Slaný[4]
- 1855 země česká, kraj Praha, soudní okres Slaný[4]
- 1868 země česká, politický i soudní okres Slaný[4]
- 1939 země česká, Oberlandrat Kladno, politický i soudní okres Slaný[5]
- 1942 země česká, Oberlandrat Praha, politický i soudní okres Slaný[6]
- 1945 země česká, správní i soudní okres Slaný[7]
- 1949 Pražský kraj, okres Slaný[8]
- 1960 Středočeský kraj, okres Kladno[9]

### Rok 1932
V obci Řisuty (670 obyvatel, poštovní úřad, telegrafní úřad, telefonní úřad, katol. kostel) byly v roce 1932 evidovány tyto živnosti a obchody: výroba cementového zboží, holič, 3 hostince, kolář, 2 kováři, 2 krejčí, mlýn, 2 obuvníci, pekař, obchod s lahvovým pivem, 7 rolníků, řezník, sedlář, 3 obchody se smíšeným zbožím, spořitelní a záložní spolek pro Řisuty, trafika, truhlář.

## Pamětihodnosti
- Východně od vesnice se dochovalo tvrziště řisutské tvrze zaniklé ve druhé polovině patnáctého století.[11]
- Kostel svatého Jakuba Většího – původně gotický ze 14. století, barokně přestavěn v 18. století; na severním okraji obce
- Dřevěná zvonice u kostela
- Lípa v Řisutech – památný strom (lípa malolistá); u kostela
- Usedlost čp. 14

## Doprava
- Dopravní síť – Do obce vedou silnice III. třídy. Okrajem katastru obce vede silnice I/16 v úseku Řevničov-Slaný.
- Železnice – Železniční trať ani stanice na území obce nejsou. Nejblíže obci je železniční stanice Slaný ve vzdálenosti 5,5 km ležící na trati 110 z Kralup nad Vltavou do Loun.

- Veřejná doprava 2011 – V obci zastavovaly v pracovních dnech autobusové linky Slaný-Malíkovice-Kladno (2 spoje tam, 3 spoje zpět) a Slaný-Malíkovice-Nové Strašecí (8 spojů tam i zpět) (dopravce ČSAD Slaný, a.s.). O víkendu byla obec bez dopravní obsluhy.

## Sport
Sídlí zde hokejový klub HC Řisuty. 

## Rodáci
- Blandina Čížková (6. července 1859 – 25. dubna 1925) – národní buditelka a sběratelka lidových tradic na Těšínském Slezsku, označovaná jako „slezská Božena Němcová“, vydavatelka a redaktorka Novin Těšínských, prvního českého listu na Těšínsku